# NGC 1389
NGC 1389 é uma galáxia {{{typ}}} localizada na direcção da constelação de Eridanus. Possui uma declinação de -35° 44' 44" e uma ascensão recta de 3 horas, 37 minutos e 11,7 segundos.